# عشق و آشوب
عشق و آشوب (ایتالیایی: Film d'amore e d'anarchia, ovvero: stamattina alle 10, in via dei Fiori, nella nota casa di tolleranza...) فیلمی به کارگردانی لینا ورتمولر است که در سال ۱۹۷۳ منتشر شد.
جانکارلو جانینی جایزه بهترین بازیگر مرد جشنواره فیلم کن سال ۱۹۷۳ میلادی را برای بازی در این فیلم دریافت کرد.

## بازیگران
- جانکارلو جانینی
- ماری‌آنجلا ملاتو
- اروس پاگنی
- جیلیانا کالاندرا
- ایزا دنیلی
- آنا بونایووتو
- روبرتو هرلیتزکا
- لینا پولیتو
- النا فیوره
- آنا ماریا دوسنا
- انریکا بوناکورتی
- ایزا بلینی
- آنا ملاتو
- ژوزیان تانزیلی